# Stephan Leimgruber
Stephan Leimgruber (* 13. Oktober 1948 in Windisch, Kanton Aargau, Schweiz) ist ein Schweizer römisch-katholischer Theologe und emeritierter Universitätsprofessor.

## Leben und Wirken
Leimgruber studierte Theologie und Philosophie an den Universitäten Löwen (Belgien), Luzern und München. Dort erwarb er 1973 den akademischen Grad des Lizentiats in Philosophie. 1976 folgte die Promotion im Fach Religionspädagogik. Im selben Jahr empfing er durch Bischof Otto Wüst die Priesterweihe für das Bistum Basel. Anschließend arbeitete er in der Pfarrei St. Michael in Zug.
1980 bis 1992 war er als Religionslehrer an der Kantonsschule und am Lehrerseminar Solothurn tätig und wirkte daneben als Subsidiar in Solothurn.
1989 habilitierte er sich an der Katholisch-Theologischen Fakultät München im Fach Religionspädagogik.
1992 erhielt er einen Ruf als Professor für Religionspädagogik und Katechetik an die Theologische Fakultät in Paderborn, wo er bis 1998 lehrte.
Seit 1998 war er Professor für Religionspädagogik und Didaktik des Religionsunterrichts an der Katholisch-Theologischen Fakultät der Universität München. 2003 bis 2005 war er Dekan dieser Fakultät. Ende des Wintersemesters 2013/14 wurde er emeritiert.
Im Februar 2014 wechselte er als Spiritual an das Priesterseminar St. Beat in Luzern.
Im November 2015 verlieh die Gesellschaft Freunde Abrahams den Manfred-Görg-Preis für religionsgeschichtliche Forschung und interreligiösen Dialog an Stephan Leimgruber für sein Lebenswerk.

## Forschungsschwerpunkte
Seine Forschungsschwerpunkte liegen in den Bereichen
- Religionspädagogik und Religionsdidaktik und ihre Geschichte
- Interkulturelles und interreligiöses Lernen
- Religionspädagogik bei Kindern mit Behinderung
- Zweites Vatikanisches Konzil
- Religiöse Erwachsenenbildung